# Wapen van Achtkarspelen

Wapen van Achtkarspelen

Het wapen van Achtkarspelen werd op 25 maart 1818 door de Hoge Raad van Adel aan de gemeente bevestigd. Het wapen is tot op heden in gebruik bij de gemeente Achtkarspelen. Het betreft een sprekend wapen, de acht torens verwijzen naar de acht kerkdorpen (kerspelen) die tezamen de gemeente vormden. De dorpen zijn of waren: Augustinusga, Buitenpost, Drogeham, Kooten (nu Kootstertille), Kortwoude (gelegen tussen Surhuizum en Surhuisterveen), Lutkepost (maakt nu onderdeel uit van Buitenpost), Surhuizum en Twijzel.

## Geschiedenis
Het wapen komt voor het eerst in 1416 voor op een zegel, deze toont al een kerk met acht torens. Met het verschil dat twee van de torens groter zijn dan de anderen. Een voormalig grietenijhuis in Augustinusga bevat een steen waarop het wapen is afgebeeld. Deze 17e-eeuwse steen vertoont een kerk met 8 torens. De kerk is symmetrisch, maar kent wel twee verschillende groepen van vier gelijke torens. Voor de kerk staat nog een boompartij.
Zowel het zegel als de afbeelding op de steen zijn nooit op een schild geplaatst.
Waarom er voor een kroon van negen parels is gekozen is onbekend. Er is in 1984 wel een voorstel gedaan om de kroon aan te laten passen, maar daar is vanwege de hoge kosten van afgezien.

## Blazoen
De beschrijving van het wapen luidt als volgt:
Van zilver beladen met een kerspel kerk met 8 torens staande op een groene grond. Het schild gedekt met een kroon van goud.
Hierbij wordt niet gemeld dat de kroon op het wapen geen normale kroon is, het is een kroon van negen parels. Het schild is van zilver en de kerspelkerk is rood van kleur met blauwe daken.